# Faumont

Faumont este o comună în departamentul Nord, Franța. În 1 ianuarie 2022 avea o populație de 2.255 de locuitori.